# Comtat de San Bernardino
El Comtat de San Bernardino - San Bernardino County (anglès) - és un comtat localitzat al sud-est de l'estat estatunidenc de Califòrnia. Pren el seu nom de Sant Bernadí de Siena. Segons dades del cens del 2010, té 2.035.210 habitants, el qual representa un augment del 19,1% respecte dels 1.709.434 habitants registrats en el cens del 2000. La seu de comtat i la municipalitat més poblada és San Bernardino. El comtat va ser incorporat el 1853.

## Història

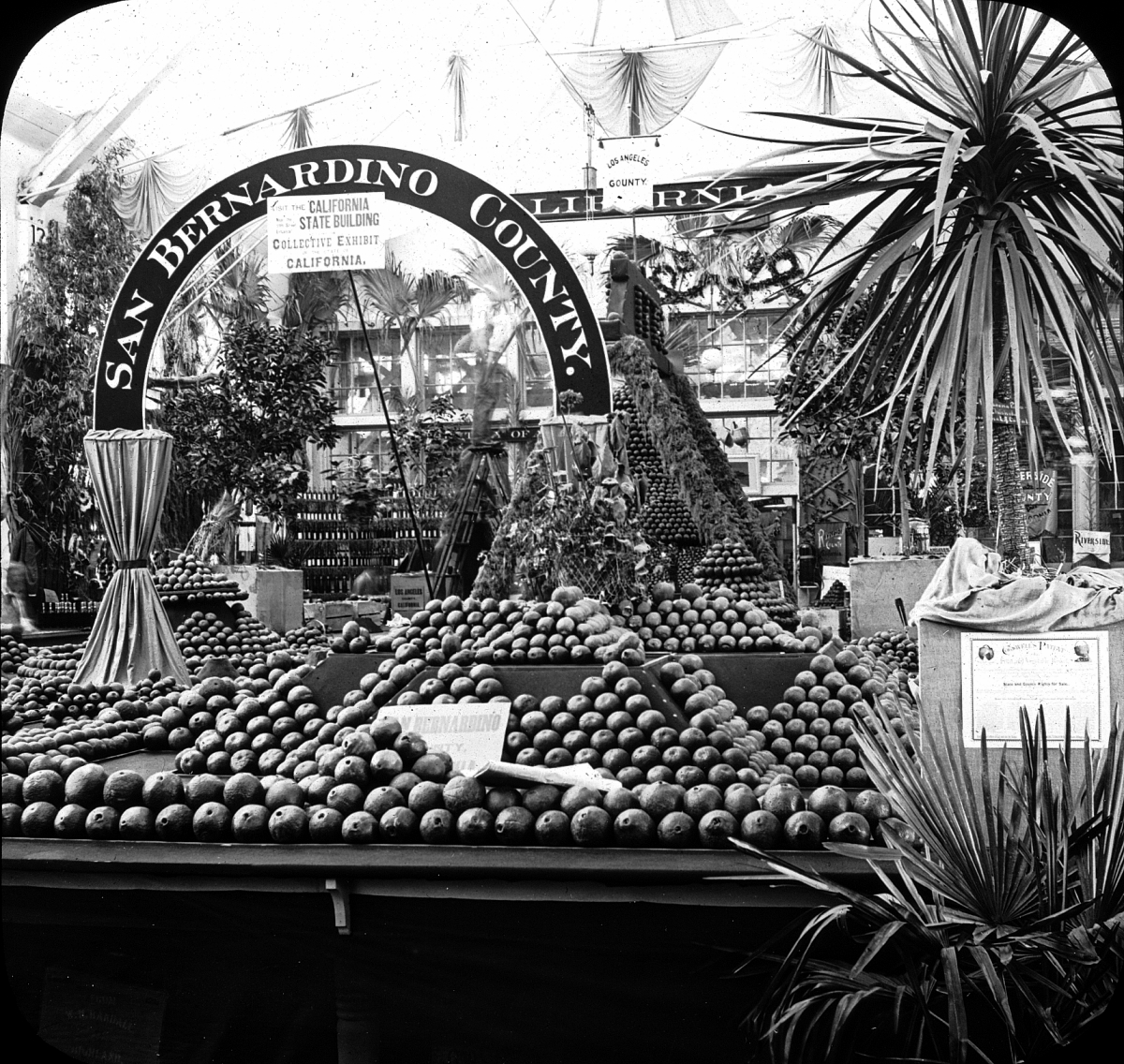
Exposició hortícola del Comtat de San Bernardino en la World Columbian Exposition de Chicago de 1893

El pare mallorquí Francisco Dumetz va donar nom a San Bernardino el 20 de maig de 1810, dia de festivitat de Bernadí de Siena.
El Comtat de San Bernardino va ser format a partir de parts del Comtat de Los Angeles el 1853. El 1893 parts del comtat van ser partides per a crear el Comtat de Riverside.
Els franciscans van donar el nom de San Bernardino al pic cobert de neu al Sud de Califòrnia, en honor del sant i d'ell es deriva el nom del comtat.

## Geografia

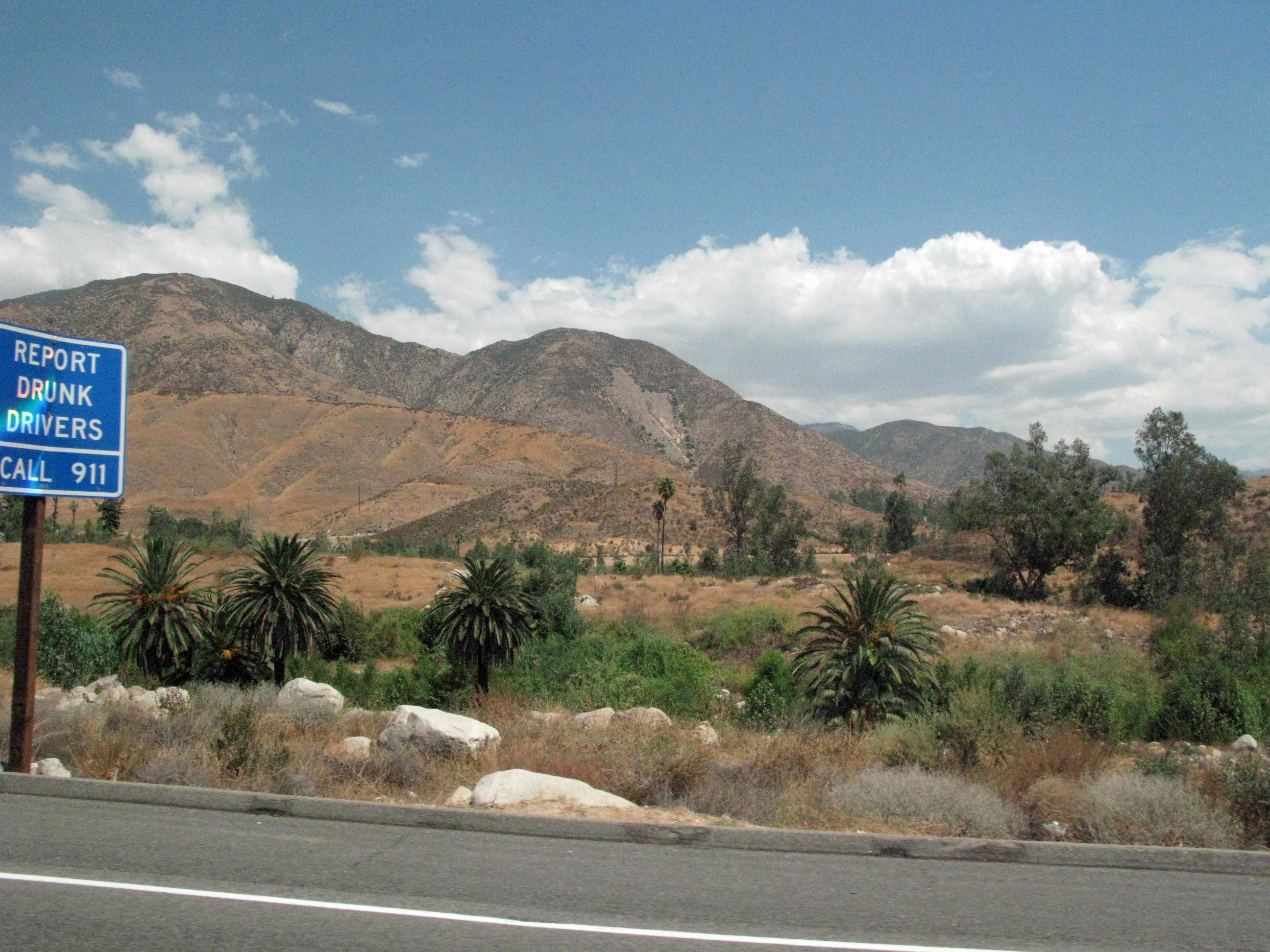
La característica natural d'Arrowhead és l'origen de molts noms de llocs locals com ara Lake Arrowhead

El Comtat de San Bernardino forma part de l'àrea de l'Inland Empire del Sud de Califòrnia que inclou a més el Comtat de Riverside. Amb més de 52.000 quilòmetres quadrats, el comtat és més gran que els estats de Nova Jersey, Connecticut, Delaware i Rhode Island junts; és més gran que Bòsnia i Hercegovina o Costa Rica. És el comtat més gran per àrea dels Estats Units contigus i sisè si s'inclouen els Estats Units no contigus. És l'únic comtat californià que fa frontera amb ambdós Arizona i Nevada, i és un dels dos únics comtats californians que fan frontera amb dos altres estats (l'altre essent el Comtat de Modoc, que fa frontera amb Nevada i Oregon al nord-est de l'estat).
La majoria de la població, aproximadament uns 1,6 milions d'habitants, viuen en els 1.200 quilòmetres quadrats al sud de San Bernardino Mountains adjacents al Comtat de Riverside i en la Vall de San Bernardino. Uns altres 300.000 viuen al nord de la Serra de San Bernardino, aglomerant-se al voltant de Victorville cobrint uns 700 quilòmetres quadrats a la Vall de Victor, adjacent al Comtat de Los Angeles. La resta de la població, uns 100.000, s'estenen per la resta del comtat.
La Preserva Nacional Mojave cobreix les parts orientals del desert, especialment entre les carreteres interestatals 15 i 40. Les porcions desèrtiques del comtat a més inclouen les ciutats de Needles al costat del riu Colorado, i Barstow en la unió de les interestatals 15 i 40. Trona es localitza en la porció nord-occidental a l'oest de la Vall de la Mort. Aquest parc nacional, la majoria del qual es localitza en el Comtat d'Inyo, té una petita porció dins del Comtat de San Bernardino. L'àrea metropolitana més gran dins de la part del comtat en el Desert de Mojave és la Vall de Victor, amb les municipalitats incorporades d'Apple Valley, Victorville, Adelanto i Hesperia. Més cap al sud, una porció del comtat prop de Twentynine Palms s'ubica dins del Parc Nacional de Joshua Tree. Altres indrets prop de Twentynine Palms inclouen Yucca Valley, Joshua Tree i Morongo Valley.
La Serralada de San Bernardino és on s'ubica el Bosc Nacional de San Bernardino, i inclou les comunitats de Crestline, Lake Arrowhead, Running Springs, Big Bear City, Forest Falls i Big Bear Lake.
La Vall de San Bernardino és a la porció oriental de la Vall de San Gabriel. La Vall de San Bernardino inclou les comunitats d'Ontario, Chino, Chino Hills, Upland, Fontana, Rialto, Colton, Grand Terrace, Rancho Cucamonga, San Bernardino, Loma Linda, Highland, Redlands i Yucaipa.

### Reserves índies
- Reserva índia Colorado River
- Reserva índia Fort Mojave
- Reserva índia Twenty-Nine Palms

### Àrees nacionals protegides

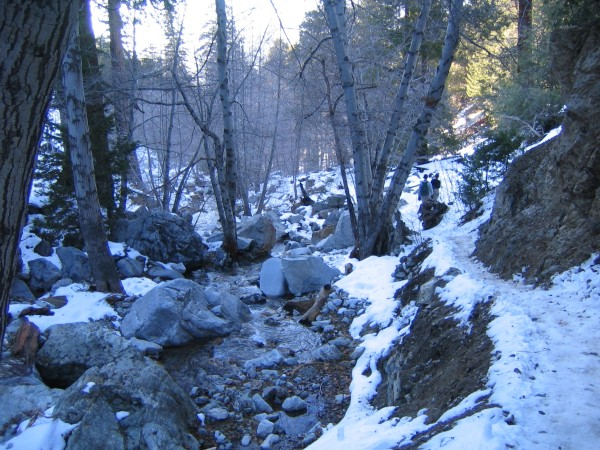
Bosc Nacional Angeles
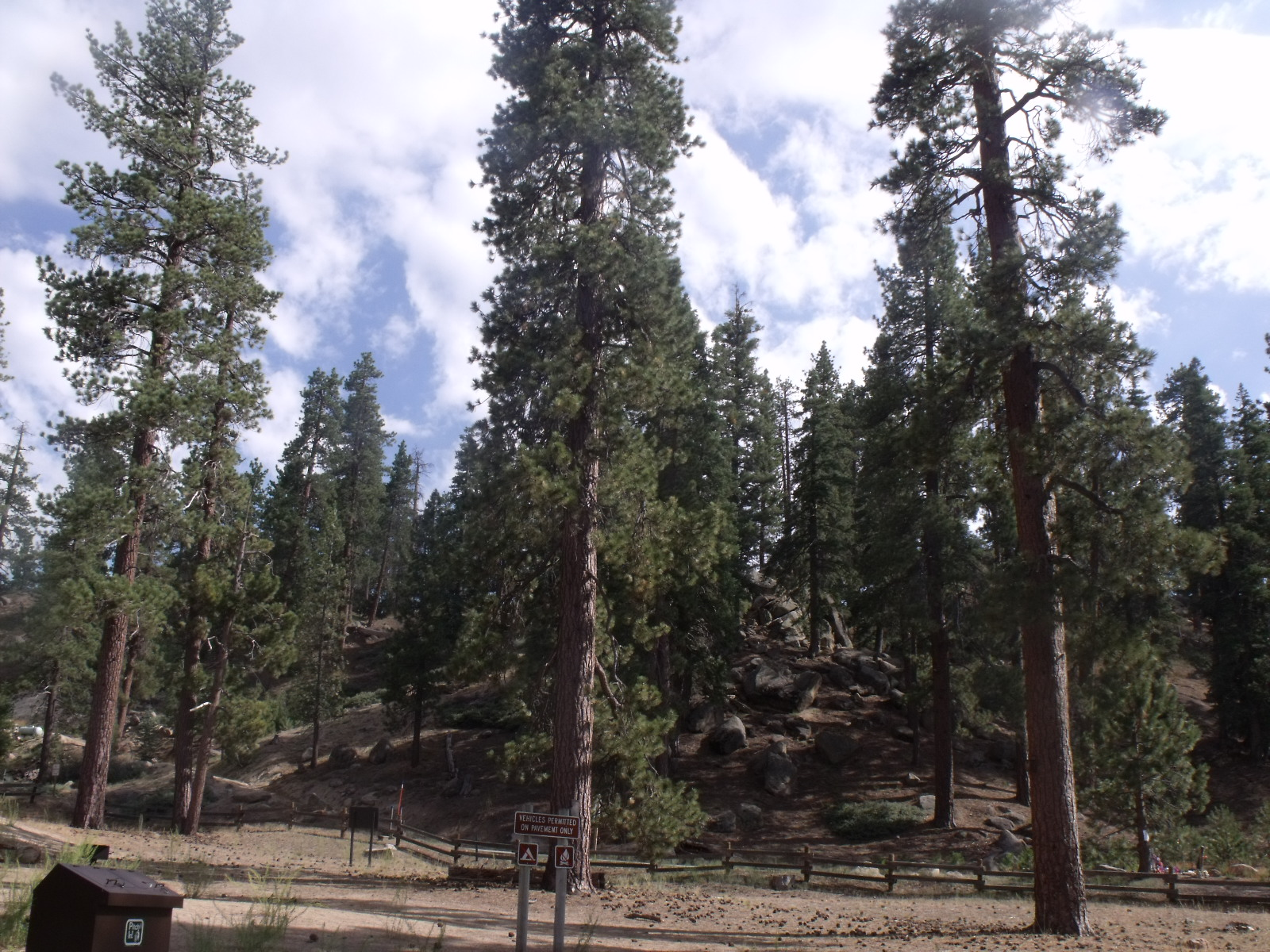
Bosc Nacional San Bernardino
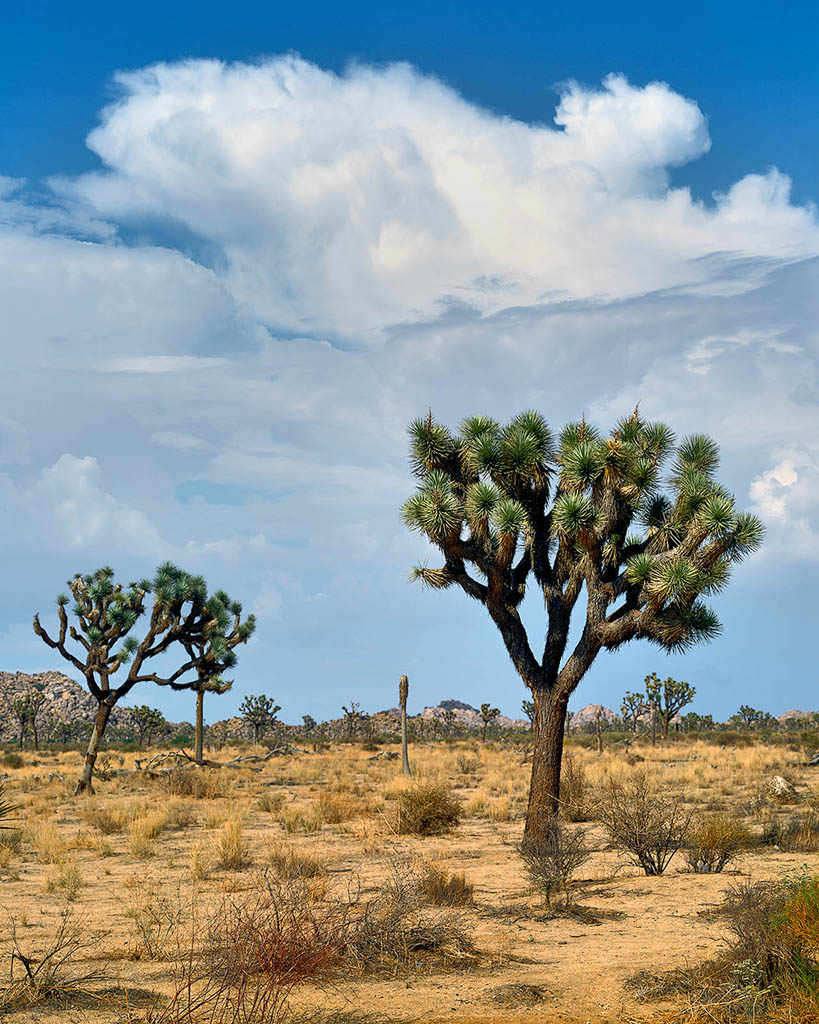
Parc Nacional de Joshua Tree
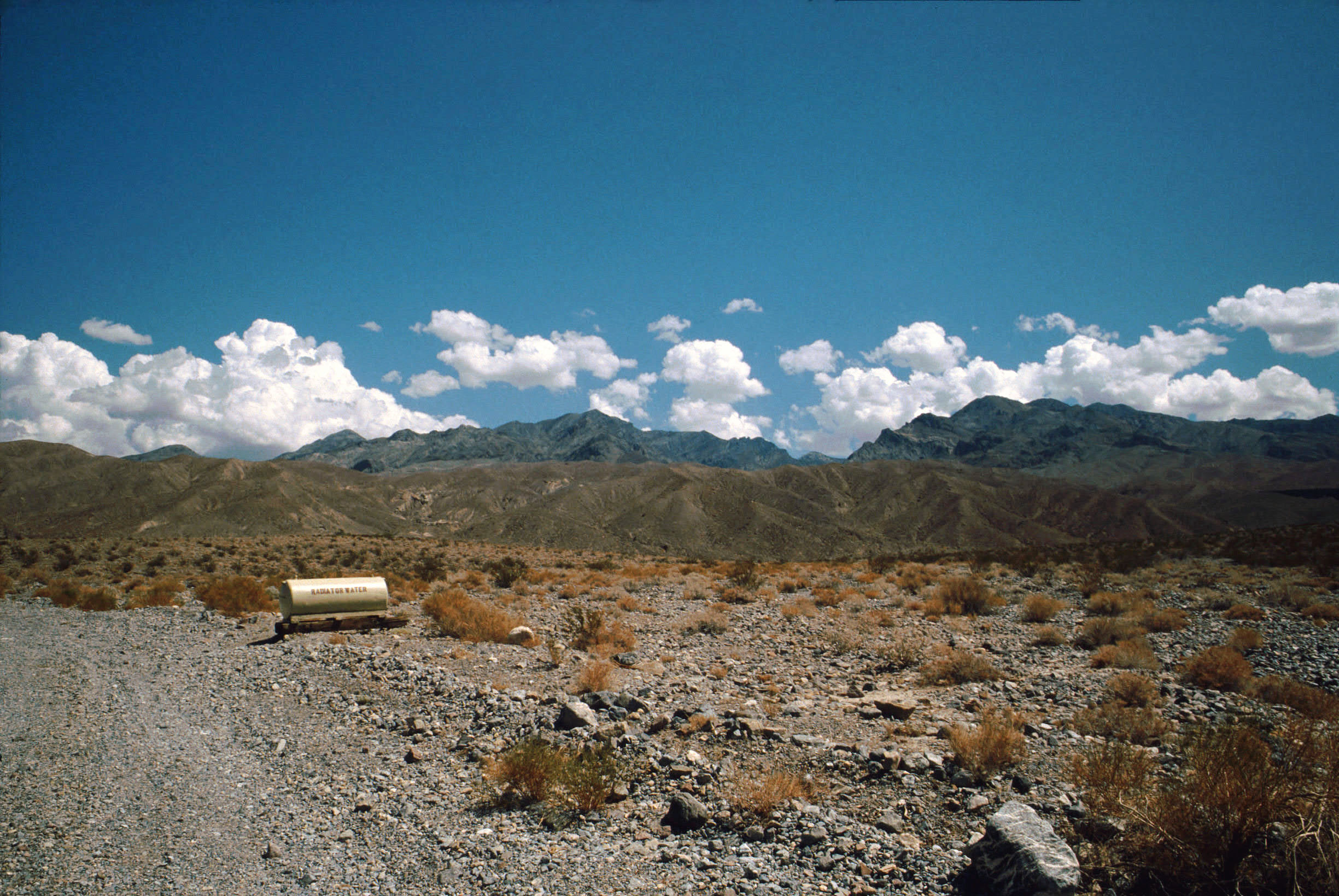
Parc Nacional de la Vall de la Mort
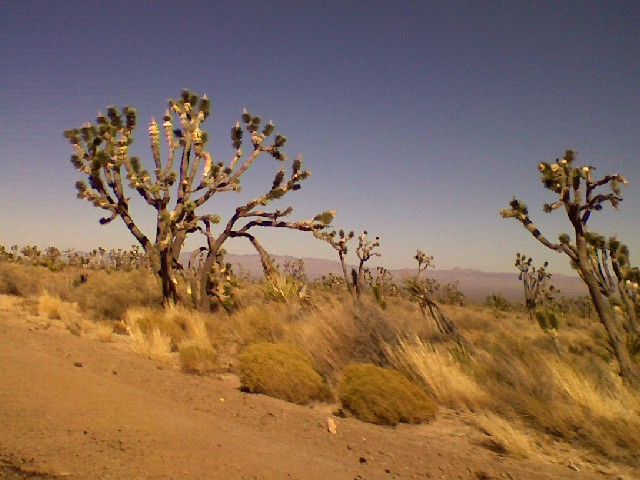
Preserva Nacional Mojave

### Entitats de població
El Comtat de San Bernardino té un total de 126 entitats de població. La majoria dels municipis es concentren al sud-oest del comtat, fent frontera amb el Comtat de Los Angeles. El municipi més poblat és San Bernardino, el qual a més és la seu del comtat.

### Comtats adjacents
|  |  |  |
|  |  |  |
|  |  |  |

## Clima
El Comtat de San Bernardino té entre un clima àrid (Köppen BWh) i un clima mediterrani (Köppen Csa). Cap al sud-oest el clima és més mediterrani, però la resta de l'enorme comtat és àrid.
| Paràmetres climàtics mitjans de Needles | Paràmetres climàtics mitjans de Needles | Paràmetres climàtics mitjans de Needles | Paràmetres climàtics mitjans de Needles | Paràmetres climàtics mitjans de Needles | Paràmetres climàtics mitjans de Needles | Paràmetres climàtics mitjans de Needles | Paràmetres climàtics mitjans de Needles | Paràmetres climàtics mitjans de Needles | Paràmetres climàtics mitjans de Needles | Paràmetres climàtics mitjans de Needles | Paràmetres climàtics mitjans de Needles | Paràmetres climàtics mitjans de Needles | Paràmetres climàtics mitjans de Needles |
| Mes                                     | Gen.                                    | Feb.                                    | Mar.                                    | Abr.                                    | Mai.                                    | Jun.                                    | Jul.                                    | Ago.                                    | Set.                                    | Oct.                                    | Nov.                                    | Des.                                    | Anual                                   |
| --------------------------------------- | --------------------------------------- | --------------------------------------- | --------------------------------------- | --------------------------------------- | --------------------------------------- | --------------------------------------- | --------------------------------------- | --------------------------------------- | --------------------------------------- | --------------------------------------- | --------------------------------------- | --------------------------------------- | --------------------------------------- |
| Temperatura màxima registrada °C (°F)   | 29 (84,2)                               | 33 (91,4)                               | 37 (98,6)                               | 41 (105,8)                              | 46 (114,8)                              | 49 (120,2)                              | 52 (125,6)                              | 49 (120,2)                              | 49 (120,2)                              | 43 (109,4)                              | 33 (91,4)                               | 28 (82,4)                               | 52 (125,6)                              |
| Temperatura mínima registrada °C (°F)   | −6 (21,2)                               | −4 (24,8)                               | −1 (30,2)                               | 4 (39,2)                                | 7 (44,6)                                | 12 (53,6)                               | 14 (57,2)                               | 17 (62,6)                               | 11 (51,8)                               | 1 (33,8)                                | −1 (30,2)                               | −7 (19,4)                               | −11 (12,2)                              |
| Temperatura diària màxima °C (°F)       | 18,4 (65,1)                             | 21,8 (71,2)                             | 25,4 (77,7)                             | 30,0 (86)                               | 34,8 (94,6)                             | 40,4 (104,7)                            | 42,8 (109)                              | 41,7 (107,1)                            | 38,2 (100,8)                            | 31,6 (88,9)                             | 23,4 (74,1)                             | 18,3 (64,9)                             | 30,6 (87,1)                             |
| Temperatura diària mínima °C (°F)       | 6,0 (42,8)                              | 7,9 (46,2)                              | 10,2 (50,4)                             | 13,8 (56,8)                             | 19,0 (66,2)                             | 24,3 (75,7)                             | 28,3 (82,9)                             | 27,6 (81,7)                             | 34,4 (93,9)                             | 16,5 (61,7)                             | 9,9 (49,8)                              | 6,1 (43)                                | 16,1 (61)                               |
| Precipitació total mm (polzades)        | 18,8 (0,7)                              | 16 (0,6)                                | 16,5 (0,6)                              | 5,6 (0,2)                               | 2,8 (0,1)                               | 1 (0)                                   | 8,1 (0,3)                               | 17,8 (0,7)                              | 15,2 (0,6)                              | 7,9 (0,3)                               | 8,9 (0,4)                               | 11,2 (0,4)                              | 129,8 (5,1)                             |
| Font: Western Regional Climate Center   |                                         |                                         |                                         |                                         |                                         |                                         |                                         |                                         |                                         |                                         |                                         |                                         |                                         |

| Paràmetres climàtics mitjans de San Bernardino | Paràmetres climàtics mitjans de San Bernardino | Paràmetres climàtics mitjans de San Bernardino | Paràmetres climàtics mitjans de San Bernardino | Paràmetres climàtics mitjans de San Bernardino | Paràmetres climàtics mitjans de San Bernardino | Paràmetres climàtics mitjans de San Bernardino | Paràmetres climàtics mitjans de San Bernardino | Paràmetres climàtics mitjans de San Bernardino | Paràmetres climàtics mitjans de San Bernardino | Paràmetres climàtics mitjans de San Bernardino | Paràmetres climàtics mitjans de San Bernardino | Paràmetres climàtics mitjans de San Bernardino | Paràmetres climàtics mitjans de San Bernardino |
| Mes                                            | Gen.                                           | Feb.                                           | Mar.                                           | Abr.                                           | Mai.                                           | Jun.                                           | Jul.                                           | Ago.                                           | Set.                                           | Oct.                                           | Nov.                                           | Des.                                           | Anual                                          |
| ---------------------------------------------- | ---------------------------------------------- | ---------------------------------------------- | ---------------------------------------------- | ---------------------------------------------- | ---------------------------------------------- | ---------------------------------------------- | ---------------------------------------------- | ---------------------------------------------- | ---------------------------------------------- | ---------------------------------------------- | ---------------------------------------------- | ---------------------------------------------- | ---------------------------------------------- |
| Temperatura màxima registrada °C (°F)          | 34 (93,2)                                      | 34 (93,2)                                      | 36 (96,8)                                      | 39 (102,2)                                     | 44 (111,2)                                     | 47 (116,6)                                     | 47 (116,6)                                     | 47 (116,6)                                     | 47 (116,6)                                     | 44 (111,2)                                     | 37 (98,6)                                      | 34 (93,2)                                      | 47 (116,6)                                     |
| Temperatura mínima registrada °C (°F)          | −8 (17,6)                                      | −6 (21,2)                                      | −3 (26,6)                                      | −7 (19,4)                                      | 2 (35,6)                                       | 4 (39,2)                                       | 7 (44,6)                                       | 6 (42,8)                                       | 2 (35,6)                                       | −2 (28,4)                                      | −4 (24,8)                                      | −8 (17,6)                                      | −8 (17,6)                                      |
| Temperatura diària màxima °C (°F)              | 19 (66,2)                                      | 21 (69,8)                                      | 22 (71,6)                                      | 25 (77)                                        | 27 (80,6)                                      | 32 (89,6)                                      | 36 (96,8)                                      | 36 (96,8)                                      | 33 (91,4)                                      | 28 (82,4)                                      | 23 (73,4)                                      | 20 (68)                                        | 25,3 (77,5)                                    |
| Temperatura diària mínima °C (°F)              | 6 (42,8)                                       | 7 (44,6)                                       | 7 (44,6)                                       | 9 (48,2)                                       | 12 (53,6)                                      | 14 (57,2)                                      | 17 (62,6)                                      | 18 (64,4)                                      | 16 (60,8)                                      | 12 (53,6)                                      | 7 (44,6)                                       | 5 (41)                                         | 10,9 (51,6)                                    |
| Precipitació total mm (polzades)               | 88,9 (3,5)                                     | 94 (3,7)                                       | 83,3 (3,3)                                     | 23,6 (0,9)                                     | 10,4 (0,4)                                     | 2,3 (0,1)                                      | 1 (0)                                          | 5,6 (0,2)                                      | 10,4 (0,4)                                     | 18 (0,7)                                       | 30,5 (1,2)                                     | 49,3 (1,9)                                     | 417,3 (16,4)                                   |
| Font: The Weather Channel                      |                                                |                                                |                                                |                                                |                                                |                                                |                                                |                                                |                                                |                                                |                                                |                                                |                                                |

| Paràmetres climàtics mitjans de Twentynine Palms | Paràmetres climàtics mitjans de Twentynine Palms | Paràmetres climàtics mitjans de Twentynine Palms | Paràmetres climàtics mitjans de Twentynine Palms | Paràmetres climàtics mitjans de Twentynine Palms | Paràmetres climàtics mitjans de Twentynine Palms | Paràmetres climàtics mitjans de Twentynine Palms | Paràmetres climàtics mitjans de Twentynine Palms | Paràmetres climàtics mitjans de Twentynine Palms | Paràmetres climàtics mitjans de Twentynine Palms | Paràmetres climàtics mitjans de Twentynine Palms | Paràmetres climàtics mitjans de Twentynine Palms | Paràmetres climàtics mitjans de Twentynine Palms | Paràmetres climàtics mitjans de Twentynine Palms |
| Mes                                              | Gen.                                             | Feb.                                             | Mar.                                             | Abr.                                             | Mai.                                             | Jun.                                             | Jul.                                             | Ago.                                             | Set.                                             | Oct.                                             | Nov.                                             | Des.                                             | Anual                                            |
| ------------------------------------------------ | ------------------------------------------------ | ------------------------------------------------ | ------------------------------------------------ | ------------------------------------------------ | ------------------------------------------------ | ------------------------------------------------ | ------------------------------------------------ | ------------------------------------------------ | ------------------------------------------------ | ------------------------------------------------ | ------------------------------------------------ | ------------------------------------------------ | ------------------------------------------------ |
| Temperatura diària màxima °C (°F)                | 17,3 (63,1)                                      | 20 (68)                                          | 23,4 (74,1)                                      | 27,9 (82,2)                                      | 32,8 (91)                                        | 38,2 (100,8)                                     | 40,8 (105,4)                                     | 39,7 (103,5)                                     | 36,3 (97,3)                                      | 30 (86)                                          | 22,2 (72)                                        | 17,4 (63,3)                                      | 28,8 (83,8)                                      |
| Temperatura diària mínima °C (°F)                | 2 (35,6)                                         | 3,7 (38,7)                                       | 6,1 (43)                                         | 9,6 (49,3)                                       | 13,9 (57)                                        | 18,3 (64,9)                                      | 22,1 (71,8)                                      | 21,3 (70,3)                                      | 17,5 (63,5)                                      | 11,4 (52,5)                                      | 5,3 (41,5)                                       | 1,9 (35,4)                                       | 11,1 (52)                                        |
| Precipitació total mm (polzades)                 | 13 (0,5)                                         | 11 (0,4)                                         | 9 (0,4)                                          | 3 (0,1)                                          | 2 (0,1)                                          | 0 (0)                                            | 15 (0,6)                                         | 19 (0,7)                                         | 12 (0,5)                                         | 6 (0,2)                                          | 7 (0,3)                                          | 10 (0,4)                                         | 108 (4,3)                                        |
| Font: Western Regional Climate Center            |                                                  |                                                  |                                                  |                                                  |                                                  |                                                  |                                                  |                                                  |                                                  |                                                  |                                                  |                                                  |                                                  |

## Transport

### Autovies principals
| - Interestatal 10 - Interestatal 15 - Interestatal 40 - Interestatal 215 - U.S. Route 66 (històricament) - U.S. Route 95 - U.S. Route 395 - Ruta estatal 18 | - Ruta estatal 38 - Ruta estatal 58 - Ruta estatal 60 - Ruta estatal 62 - Ruta estatal 66 - Ruta estatal 71 - Ruta estatal 83 - Ruta estatal 127 | - Ruta estatal 138 - Ruta estatal 142 - Ruta estatal 173 - Ruta estatal 178 - Ruta estatal 189 - Ruta estatal 210 - Ruta estatal 247 - Ruta estatal 259 - Ruta estatal 330 |

### Aeroports

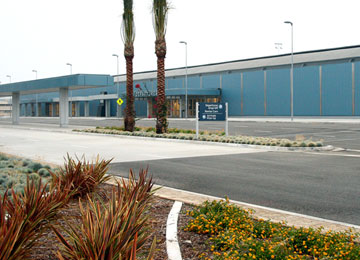
L'Aeroport Internacional de San Bernardino és on es van rodar parts de la pel·lícula L'aviador de Martin Scorsese

El comtat té una gran varietat d'aeroports:
- Aeroport d'Apple Valley
- Aeroport de Baker
- Aeroport de Barstow-Daggett
- Aeroport de Big Bear City
- Aeroport de Cable
- Aeroport de Chino
- Aeroport de Needles
- Aeroport Internacional d'Ontario
- Aeroport Municipal de Redlands
- Aeroport Internacional de San Bernardino
- Aeroport de Logística del Sud de Califòrnia
- Aeroport de Twentynine Palms

### Transport públic
Diversos indrets del comtat tenen les seves pròpies xarxes de transport públic, incloent taxis i autobusos. Els autocars Greyhound Lines donen servei d'autocars a tot el comtat. Els trens Amtrak tenen diverses estacions per tot el comtat. El comtat és servit a més per una altra xarxa d'autobusos: Metrolink.

## Política

### Política federal
El Comtat de San Bernardino políticament és un comtat competitiu, en el que candidats dels dos partits majoritaris nord-americans han guanyat en eleccions recents. El Partit Republicà, però, hi tendeix a guanyar més sovint. L'últim Demòcrata en guanyar el vot popular del comtat va ser Barack Obama el 2008; l'últim republicà en guanyar el vot popular del comtat va ser George W. Bush el 2004.
El comtat es troba en els següents districtes californians de la Cambra de Representants dels Estats Units: 25è, 26è, 41è, 42è i 43è. El 43è districte és representat per un Demòcrata: Joe Baca; la resta de districtes dels quals el comtat forma part són tots representants per Republicans: Howard McKeon, David Dreier, Jerry Lewis i Gary Miller.
En el Senat dels Estats Units, el comtat és representat —com la resta de Califòrnia— actualment per dues Demòcrates: Dianne Feinstein i Barbara Boxer.

### Política estatal
En les eleccions per a governador, el Comtat de San Bernardino és habitualment un comtat Republicà, ja que des del 1962 onze cops ha estat votat un Republicà i tres cops un Demòcrata. L'últim cop que el Partit Demòcrata hi va guanyar va ser en les eleccions de 1998, en les que Gray Davis aconseguí el vot popular del comtat.
En l'Assemblea Estatal de Califòrnia, els següents districtes representen al comtat: 32è, 34è, 36è, 59è, 60è, 61è, 63è i 65è. Excepte pels districtes 61è i 62è, representats per les Demòcrates Norma Torres i Wilmer Carter, tots els districtes són representants per polítics Republicans: Shannon Grove, Connie Conway, Steve Knight, Tim Donnelly, Curt Hagman, Mike Morrell i Paul Cook.
Pel que fa al Senat Estatal de Califòrnia, el comtat és representat pels senadors dels districtes següents: 17è, 18è, 29è, 31è i 32è. Els senadors dels quals són: Sharon Runner, Jean Fuller, Bob Huff, Robert Dutton i Gloria Negrete McLeod, respectivament.
El 4 de novembre de 2008, el Comtat de San Bernardino va votar amb un 66,8% a favor de la Proposició 8. Aquesta proposició estatal —amb un 52,24% del vot a favor— va modificar la Constitució de Califòrnia perquè il·legalitzés el matrimoni entre persones del mateix sexe. L'estat de Califòrnia va ser el segon estat estatunidenc en legalitzar el matrimoni entre persones del mateix sexe —després de Massachusetts el 17 de maig de 2004— quan ho legalitzà el 15 de maig de 2008. A partir dels resultats de la Proposició 8 el 4 de novembre de 2008 el matrimoni entre persones del mateix sexe es va fer il·legal a Califòrnia i l'estat va esdevenir el primer estat estatunidenc en legalitzar-ho i després il·legalitzar-ho.

## Demografia

### 2000

Piràmide de població del Comtat de San Bernardino (2000)

Segons el cens del 2000, hi havia 1.709.434 habitants, 528.594 llars i 404.374 famílies residint en el comtat. La densitat de població era d'unes 33 persones per quilòmetre quadrat. Hi havia 601.369 cases en una densitat d'unes 12 per quilòmetre quadrat. La composició racial del comtat era d'un 58,9% blancs, un 9,1% negres o afroamericans, un 1,2% amerindis, un 4,7% asiàtics, un 0,3% illencs pacífics, un 20,8% d'altres races i un 5,0% de dos o més races. Un 39,2% de la població eren hispànics o llatinoamericans de qualsevol raça.
Hi havia 528.594 llars de les quals un 43,7% tenien menors de 18 anys vivint-hi, un 55,8% tenien parelles casades vivint juntes, un 14,8% tenien una dona com a cap de la llar sense cap marit present i un 23,5% no eren famílies. En un 18,4% de totes les llars vivien persones individuals i en un 6,6% de les llars vivien persones individuals majors de 64 anys. La mitjana de mida de la llar era de 3,2 persones i la mitjana de mida de la família era de 3,6 persones.
Pel comtat la població s'estenia en un 32,3% menors de 18 anys, un 10,3% de 18 a 24 anys, un 30,2% de 25 a 44 anys, un 18,7% de 45 a 64 anys i un 8,6% majors de 64 anys. L'edat mediana era de 30 anys. Per cada 100 dones hi havia 99,6 homes. Per cada 100 dones majors de 17 anys, hi havia 97,2 homes.
L'ingrés econòmic anual de mediana per a cada llar en el comtat era de 42.066 $ i l'ingrés econòmic anual de mediana per a cada família era de 46.574 $. Els homes tenien un ingrés econòmic anual de mediana de 37.025 $ mentre que les dones en tenien de 27.993 $. La renda per capita del comtat era de 16.856 $. Un 12,6% de les famílies i un 15,80% de la població vivia per sota del llindar de pobresa, incloent-n'hi dels quals un 20,6% eren menors de 18 anys i un 8,4% eren majors de 64 anys.

### 2010
El cens dels Estats Units del 2010 va informar que el Comtat de San Bernardino tenia 2.035.210 habitants. La composició racial del comtat era d'1.153.161 (56,7%) blancs, 181.862 (8,9%) negres o afroamericans, 22.689 (1,1%) amerindis, 128.603 (6,3%) asiàtics, 6.870 (0,3%) illencs pacífics, 439.661 (21,6%) d'altres races i 102.364 (5,0%) de dos o més races. Hispànics i llatinoamericans de qualsevol raça formaven el 49,2% de la població o 1.001.145 habitants.

### Llengües parlades
Segons dades del 2005 de la Modern Language Association, un total de dinou llengües tenien més del 0,10% de la població parlant-les cadascuna. Les llengües maternes eren les següents.

## Educació
El Comtat de San Bernardino té un nombre relativament gran de colleges i universitats. A baix, una llista de les institucions d'educació superior ordenats alfabèticament per municipi.
| Institució                                        | Municipi         | Any de fundació | Nombre d'estudiants |
| ------------------------------------------------- | ---------------- | --------------- | ------------------- |
| College Comunitari de Barstow                     | Barstow          | 1959            | 5.000               |
| College Comunitari de Palo Verde                  | Blythe           |                 | 2.000               |
| Universitat Nacional                              | La Jolla         | 1971            | 27.195              |
| Universitat de La Verne                           | La Verne         | 1891            |                     |
| Universitat de Loma Linda                         | Loma Linda       | 1905            | 3.427               |
| Universitat de Chapman                            | Ontario          | 1861            | 6.398               |
| College de Chaffey                                | Rancho Cucamonga | 1883            |                     |
| Universitat de Redlands                           | Redlands         | 1907            | 4.500               |
| College de San Bernardino Valley                  | San Bernardino   | 1926            | 25.000              |
| Universitat Estatal de Califòrnia, San Bernardino | San Bernardino   | 1965            | 17.852              |
| College de Victor Valley                          | Victorville      | 1961            | 10.149              |
| College de Crafton Hills                          | Yucaipa          |                 | 5.000               |

## Seguretat pública

### Aplicació de la llei

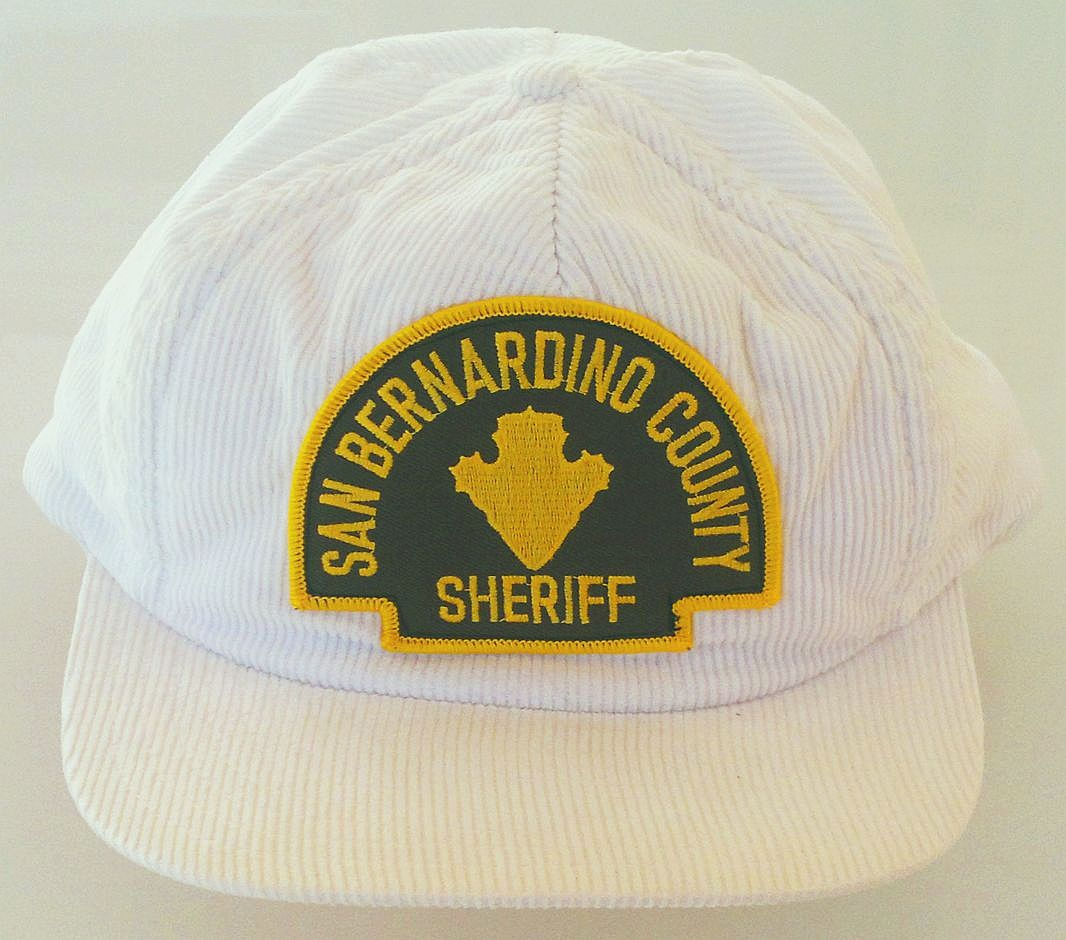
Gorra de servei del San Bernardino County Sheriff-Coroner's Department

L'agència primària d'aplicació de la llei és el Departament del Sheriff del Comtat de San Bernardino. El departament proveeix l'aplicació de la lleis en les àrees no incorporades del comtat i en catorze ciutats, opera les presons del comtat, proveeix ajuda jurídica en les corts superiors del comtat i té nombroses altres division per a servir els residents del comtat.
El sergent Phil Brown del Departament del Sheriff del Comtat de San Bernardino digué que les bandes urbanes estan creixent en violència per tot el comtat. La tensió racial entre les bandes urbanes mexicano-americanes i les afroamericanes ha pujat dramàticament en la regió de l'Inland Empire, hi inclús les àrees més rurals. El sergent comunicà que hi ha més violència envers els ciutadans que no estan afiliats amb bandes urbanes i que la violència cada cop més és més remota i sense sentit.

### Estadístiques sobre la delinqüència
Crim l'any 2005 (segons informà l'oficina del sheriff):
| - Assassinats: 27 - Violacions: 71 - Robatoris: 177 - Assalts: 782 |  | - Robatoris amb fractura: 2.063 - Robatoris armats: 2.997 - Robatoris de vehicles: 1.714 |  |

## Qualitat del medi ambient
L'aleshores fiscal general de Califòrnia Jerry Brown va demandar el comtat l'abril de 2007 sota l'acta del medi ambient de l'estat perquè el comtat no havia fet res sobre l'impacte de l'escalfament global en un plan de l'estat de Califòrnia que calculava l'impacte al llarg de 25 anys. El Centre per a la Diversitat Biològica, el Sierra Club i la National Audubon Society també van demandar el comtat en un cas legal diferent. Segons Brendan Cummings, un advocat veterà a favor dels demandants: «el Comtat de San Bernardino mai ha vist un projecte que no li hagi agradat. Donen el vistiplau al desenvolupament. És com una mentalitat fronterissa». Els demandants volien que el comtat planejés de nou la seva declaració d'impacte ambiental perquè tingués inclosos mètodes per a mesurar els gasos hivernacle i comencés a pensar com els reduïrien.
Segons el portaveu del comtat David Wert, tan sols el 15% del comtat és de fet controlat pel comtat; la resta és controlat per ciutats i territori federal i estatal (és a dir, parcs nacionals, boscs nacionals, etc.). Tot i així, el comtat va informar que s'asseguraria que els centres de treball i habitatges estarien prop de carreteres principals per a promoure desenvolupament compacte i transport massiu. El comtat va pressupostar 325.000 $ per a lluitar contra la demanda.
L'estat i el comtat van arribar a un acord l'agost del 2007. El comtat va acordar que canviaria i milloraria el seu plan general per a incloure un plan de reducció de les emissions dels gasos hivernacle, o, oficialment i en anglès, Greenhouse Gas Emissions Reduction Plan.